# ديمبا باري
ديمبا باري (بالفرنسية: Demba Barry)‏ هو لاعب كرة قدم مالي في مركز الدفاع، ولد في 4 نوفمبر 1987 في باماكو في مالي. لعب مع ريال باماكو وشبيبة القبائل ونادي الهلال ووفاق سطيف.

## وصلات خارجية
- ديمبا باري على موقع قاعدة بيانات كرة القدم.إي يو (الإنجليزية)
- ديمبا باري على موقع Soccerway.com (الإنجليزية)